# Homayoon Behzadi
Homayoon Behzadi, né le 20 juin 1942 à Khorramabad (Iran) et mort le 22 janvier 2016 à Téhéran (Iran), est un footballeur international iranien qui évoluait au poste d'attaquant. Il a terminé meilleur buteur de la coupe d'Asie des nations de football 1968.

## Palmarès
- Vainqueur de la Coupe d'Asie des nations de football 1968
- Vainqueur de la Coupe d'Asie des nations de football 1972
- Finaliste des Jeux asiatiques de 1966
- Vainqueur du Championnat d'Iran de football 1971-1972
- Vainqueur du Championnat d'Iran de football 1973-1974